# Huisvrouwen bestaan niet
Huisvrouwen bestaan niet is een Nederlandse komediefilm uit 2017 geregisseerd door Aniëlle Webster.

## Verhaal
Gijsje is jonge carrièrevrouw die samenwoont met haar vriend Jasper. Gijsje wil maar wat graag een kind, maar samen met Jasper blijkt dat nog een heel traject. Haar zus Marjolein lijkt het makkelijker voor elkaar te hebben. Die heeft een man Huib, drie kinderen en een prima baan als journalist. Echter krijgt zij ook de nodige problemen, als zij haar baan kwijt raakt. Als ook de moeder van beide dames een grote hypotheekschuld blijkt te hebben is het hek helemaal van de dam.

## Rolverdeling
- Eva van de Wijdeven - Gijsje
- Jelka van Houten - Marjolein
- Loes Luca - Loes
- Jim Bakkum - Dominique
- Waldemar Torenstra - Thijs
- Kay Greidanus - Jasper
- Victoria Koblenko - Titia
- Leo Alkemade - Huib
- Richard Kemper - Hugo
- Bobbie Mulder - Bente

## Bioscoopsucces
De film was in 2017 de best bezochte Nederlandse bioscoopfilm met meer dan 260.000 bezoekers.